# شيو فوجي
شيو فوجي (باليابانية: 藤井紫緒) مواليد 27 مارس 1985، هي لاعبة كرة يد يابانية تلعب كظهير أيمن. مثلت منتخب اليابان لكرة اليد للسيدات.

## سجل المنافسة
شاركت في البطولات التالية:
- بطولة العالم لكرة اليد للسيدات 2011
- بطولة العالم لكرة اليد للسيدات 2013
- بطولة العالم لكرة اليد للسيدات 2015